# Буш, Дмитрий Вильямович
Дми́трий Вилья́мович Бу́ш (род. 22 января 1958, город Москва, РСФСР, СССР) — российский архитектор, академик Российской академии архитектуры и строительных наук по отделению Архитектура, Народный архитектор Российской Федерации (2020), академик Международной академии архитектуры (отделение в Москве — МААМ). Член Союза архитекторов России. Член Архитектурной камеры г. Берлина, ФРГ.
Лауреат Российской национальной премии в области архитектуры «Хрустальный Дедал» за 2001, 2002 и 2004 гг.
Соучредитель и главный архитектор проектного института уникальных сооружений «АРЕНА»

## Биография
Дмитрий Вильямович Буш родился в 1958 в семье геологов Вильяма Артуровича Буша и Эллии Николаевны Елиной в Москве. В 1975—1976 годах работал чертежником в мастерской Л.Катаева проектного института Гипротеатр. В 1976 году поступил на учёбу в МАрхИ. Преподаватели I,II курсов — Н. Любимова, Л. Белоусова. Преподаватели III,IV,V курсов -Р. Чубуков, Н.Федяева, М.Волков. В 1979 году начинает активную конкурсную деятельность. Участвует в открытом всесоюзном конкурсе «Городская низко-плотная жилая застройка» (совместно с Л.Покрассом,А. И. Хомяковым, С.Пенчевой). Проект приобретен.
В 1981 году защищает диплом по теме: «Административное здание на Зубовской площади в Москве». Руководители: Г.Мовчан, В.Красильников, Д.Солопов.
В 1981—1982 годах служит рядовым Советской армии в Кантемировской дивизии.
В 1983 году участвует в открытом международном конкурсе «Гастрольный театр», Чехословакия (совместно с Н.Белоусовым, А. И. Хомяковым, С.Чукловым). Присужден диплом ОИСТТ. Принят на работу в мастерскую И.Виноградского (бригада В.Олофинского) в МНИИП-—"Моспроект-4". В 1983—1989 годах работает над проектами в «Моспроекте-4» совместно с архитекторами: И.Виноградским, В.Олофинским, А.Ивановым, С.Чукловым, М.Болотниковой, Э.Носковой, В.Сеглиным, инженерами: М.Лившиным, И.Юрцевой, Л.Швыревой, Т.Комиссаровой):
Дом отдыха «Иверия» в г. Кобулети, Грузия;
Музей частных коллекций ГМИИ им. А. С. Пушкина на улице Волхонке в Москве;
Чайхана Узбекской ССР на ВДНХ в Москве.
В 1984 году участвует в открытом международном конкурсе «Стеклянная башня», Япония (совместно с Д. С. Подъяпольским, А. И. Хомяковым). Присуждена первая премия.
В 1986 году участвует в открытом международном конкурсе «Жилой блок 300х300х300 футов», Япония (совместно с Д. С. Подъяпольским, А. И. Хомяковым). Присуждена первая премия.
В 1987 году принят в члены Союза архитекторов СССР.
В 1988 году принят на работу в должности ГАПа в проектную мастерскую института ВНИИТАГ (под руководством А. В. Бокова).
1988—1990 — Работает над проектами во ВНИИТАГе (совместно с А. В. Боковым и С. Н. Чукловым):
Здание Центра Госстроя в Москве;
Комплекс Международного Дома Техники на проспекте 60-летия Октября в Москве (совместно с архитекторами: Я.Белопольским, А.Боковым, Л.Долининым, С. Н. Чукловым; инженерами: Ю.Дыховичным, Б.Месбургом).
Реконструкция стадиона им. Ленина в Казани. Комплекс гостиниц на Дерибасовской улице в Одессе.
Реконструкция Крымской площади и провиантских складов в Москве (совместно с Ю.Платоновым, А. В. Боковым, С.Чукловым).
В 1989 году участвует в открытом международном конкурсе «Диомидовы острова—граница СССР и США» (совместно с Д. С. Подъяпольским и А. И. Хомяковым).
В 1990 году участвует в открытой всесоюзной выставке-конкурсе «Архитектура в экстремальных условиях» (совместно с Д. С. Подъяпольским и А. И. Хомяковым). Присуждена премия.
В 1991 году участвует в открытом международном конкурсе «Мозаика в архитектуре», Италия (совместно С.Чукловым). Присуждена первая премия. Участвует в открытом международном конкурсе ЕВРОПАН «Жилой квартал на Борнхольмер штрассе в Берлине», ФРГ (совместно А. И. Хомяковым, при участии М.Фрунцека). Присуждена первая премия, получено право на реализацию. Получено приглашение на разработку проекта в Берлин. Принимает совместно с А. И. Хомяковым предложение по работе над проектом ЕВРОПАН в ФРГ. Вместе с семьей переезжает в Берлин, где выполняет с 1991 по 1994 г. ряд проектов и конкурсных работ в составе разных авторских коллективов.
В 1992 году участвует в заказном конкурсе на реконструкцию площади Марктплатц в г. Зоост, ФРГ (совместно с «Квик-Бекманн-Квик», бюро «Х.Коссель» и А. И. Хомяковым). Присуждена первая премия и получено право на реализацию. Участвует в заказном конкурсе на реконструкцию и застройку площади Объединённых наций в Берлине, ФРГ (совместно с «Мартин+Пехтер», «Мюллер, Книппшильд, Веберг» и А. И. Хомяковым). Участвует в открытом международном конкурсе на планировку Мауэрпарка и проект Олимпийского зала для бокса в Берлине, ФРГ (совместно с А. В. Боковым и С.Чукловым). Присуждена вторая премия за планировку Мауэрпарка и поощрительная премия за проект зала для бокса.
В 1993 году участвует в заказном международном конкурсе на строительство жилого квартала «Гартенштадт-ам-Фалькенберг» в Берлине, ФРГ (совместно с «Квик-Бекманн-Квик», бюро «Х.Коссель» и А. И. Хомяковым). Присуждена первая премия, получено право на реализацию. Участвует в заказном международном конкурсе на реконструкцию площади Пренцлауэр-берг в Берлине, ФРГ (совместно с А. В. Боковым и С. Н. Чукловым). Присуждена первая премия и получено право на реализацию.
В 1993—1994 годах проектирует многофункциональный спортивный комплекс с сектором для метаний в Вайсензее, Берлин, ФРГ (совместно с бюро ЦБФ-ИПРО и А. И. Хомяковым). Проектирует торговый центр «Ам Каштаниенхоф» в г. Айзенхюттенштадт, ФРГ (совместно с бюро ЦБФ-ИПРО и А. И. Хомяковым). Проектирует застройку Лаузицпарка в Альтдеберне, ФРГ (совместно с бюро ЦБФ-ИПРО и А. И. Хомяковым). Принят в члены Архитектурной камеры г. Берлина и земли Бранденбург с правом самостоятельной профессиональной деятельности.
В 1994 году принимает участие в заказном конкурсе на проект здания штаб-квартиры профсоюза строительной индустрии в Берлине, ФРГ (совместно с бюро ЦБФ-ИПРО и А. И. Хомяковым). Проектирует жилую застройку на Флисипрассе в Берлине, ФРГ (совместно с бюро ЦБФ-ИПРО и А. И. Хомяковым). Проектирует реконструкцию площади Писториусплац в Берлине, ФРГ (совместно с бюро ЦБФ-ИМПРО и А. И. Хомяковым). Прекращает активную конкурсную деятельность и сотрудничество с берлинскими архитектурными бюро и возвращается с семьей в Москву. Проектирует многофункциональный комплекс на Софийской набережной в Москве (совместно с Н.Белоусовым, Д. С. Подъяпольским и М.Михаэллесом (МБА) и С.Чукловым).
В 1995 году принят на работу в МНИИП-—"Моспроект-4" руководителем бригады АРХ-30.
1995—1998 — работа над проектами совместно с архитекторами: А.Боковым, С.Чукловым, И.Чертковым, Н.Анохиной, В.Валуйских, Л.Романовой, Н.Никифоровой, А.Тимоховым, И.Бабаком, В.Фесенко и др. С инженерами: И.Цфасом и М.Лившиным.
1995—1998:
градостроительная концепция воссоздания утраченных ансамблей Китайгородской стены и реконструкции прилегающих территорий, Москва.
проект воссоздания башни и участка Китайгородской стены на Театральной площади в Москве с размещением ресторана и центра обслуживания;
концепция реконструкции Птичьей башни Китайгородской стены с устройством ресторана и магазина;
проект реставрации участка Китайгородской стены и реконструкцим примыкающего здания по Китайгородскому проезду с размещением ресторана с многофункциональным залом;
концепция размещения многофункционального гостиничного центра на участке между Китайгородской стеной и гостиницей «Россия» по Китайгородскому проезду;
концепция реконструкции сада «Эрмитаж» и примыкающих территорий по улицам Петровка-—Каретный ряд, Москва;
проект строительства входных павильонов, ограды по улице Каретный ряд, благоустройства центральной части сада «Эрмитаж»;
проект строительства временной эстрады на территории сада «Эрмитаж»;
концепция комплексной реконструкции Цукинской сцены, театра «Эрмитаж» и театра «Сфера» в саду «Эрмитаж»;
концепция реконструкции здания "Кинотеатра повторного фильма, " для размещения театра под руководством М.Розовского по улице Б. Никитской в Москве;
концепция реконструкции здания по улице Б. Никитская для размещения театра «Геликон-опера» в Москве.
В 1998 году назначен руководителем мастерской № 6 МНИИП «Моспроект-4».
1998—2003 — работа над проектами совместно с архитекторами: А.Боковым, С.Чукловым, В.Валуйских, И.Чертковым, Н.Анохиной, В.Фесенко, А.Тимоховым, И.Бабаком, К.Ланиной, Н.Никифоровой, О.Гаком, И.Афониной, Е.Рудаковой, Л.Романовой, Ю.Каминовой, А.Золотовой, З.Бурчуладзе, Т.Кирдиной, Е.Ивановой, И.Тюриным, В. Тулуповым. Инженерами: И.Цфасом, М.Лившиным, А.Наумовой, Е.Субботиной, Н.Стариковой, Е.Сватиковой, А.Бузмаковым, М.Савцовой, И.Русиной.
1998—2003:
проект Ледового дворца на проспекте Большевиков в Санкт-Петербурге;
концепция реконструкции спорткомплекса «Локомотив» на Большой Черкизовской улице в Москве;
проект футбольного стадиона «Локомотив» на Большой Черкизовской улице;
проект аквапарка спорткомплекса «Локомотив» на Большой Черкизовской улице;
концепция размещения футбольного стадиона «Спартак» на Сельскохозяйственной улице в Москве;
концепция футбольного стадиона «Шахтер» в Донецке, Украина;
концепция реконструкции Екатерининского парка с прилегакщцими территориями в Москве;
проект Дома ветеранов на Екатерининской улице в Москве; проект здания входа в Екатерининский парк;
проект Крытого конькобежного центра в Крылатском в Москве, проект хоззоны велотрека в Крылатском;
проект гостиницы велотрека в Крылатском;
концепция реконструкции и реставрации усадьбы Гагариных на Страстном бульваре для размещения Музея истории Москвы;
концепция реконструкции Щукинской сцены сада «Эмитаж» для размещения Молодёжного культурно-досугового центра;
заказной международный конкурс на всегерманскую ландшафтную выставку в г. Потсдаме, ФРГ;
проект торгово-делового центра «Китеж» на Киевской улице в Москве;
концепция размещения многофункционального комплекса на территории Автокомбината № 1 на Киевской улице в Москве; концепция многофункционального комплекса на Софийской набережной в Москве;
концепция футбольного стадиона в Химках, Московской области; концепция спорткомплекса с футбольным стадионом в Южно-Сахалинске, о. Сахалин;
концепция проведения Чемпионата Европы по футболу в России в 2004 г.;
заказной международный конкурс на легкоатлетический стадион в Астане, Казахстан;
открытый международный конкурс на комплекс олимпийских сооружений для Олимпиады 2008 г. в Пекине, Китай;
концепция футбольного стадиона Национальной академии футбола на Сельскохозяйственной улице в Москве;
2004—2007 — работа над проектами совместно с архитекторами: А.Боковым, С.Чукловым, В.Валуйских, Т.Кирдиной, А.Орловым, А.Тимоховым, В.Ленком, В.Тулуповым, И.Афониной, В.Ауровой, Е.Варнавской, Ю.Веретенниковой, О.Гаком, И.Гришиной, И.Гурьяновой, Д.Животовым, А.Заключаевым, А.Золотовой, Е.Ивановой, С.Каранда, К.Ланиной, А.Смольяниновым, Ю.Олофинской, Л.Романовой, А.Рюминым; инженерами: М.Лившиным, Е.Бекмухамедовым, А.Наумочевой, Е.Субботиной, Н.Стариковой, О.Стариковым, Е.Сватиковой, М.Русиной.
концепция, проект здания входа в Московский зоопарк;
концепция проведения Олимпиады 2012 г в Москве;
концепция, проект реконструкции стадиона «Измайлово» на Советской улице в Москве;
концепция Китайского делового центра «Парк Жуамин» на улице Вильгельма Пика в Москве;
концепция спорткомплекса с футбольным стадионом в Грозном, Чеченская республика;
концепция, проект Ледового дворца спорта «Мегаспорт» на Ходынском поле в Москве;
концепция делового комплекса «Новко» на Ходынском поле;
концепция музея спорта России на Ходынском поле; концепция реконструкции территории Центрального стадмона «Динамо» на Ленинградском проспекте в Москве;
концепция реконструкции футбольного стадиона «Торпедо» на Восточной улице в Москве;
концепция реконструкции территории стадиона «Динамо» на Красной улице, Краснодар;
концепция реконструкции легкоатлетического стадиона "Москвич на Волгоградском проспекте в Москве;
заказной международный конкурс на реконструкцию футбольного стадиона на Крестовском острове, Санкт-Петербург;
концепция футбольного стадиона «Спартак» на Тушинском поле в Москве;
концепция многофункционального спорткомплекса с инфраструктурой на Тушинском поле;
концепция реконструкции Триумфальной площади в Москве с размещением подземной автостоянки;
концепция многофункционального комплекса с реконструкцией здания трамвайного депо на Новорязанской улице в Москве;
концепция многофункционального транспортно-пересадочного узла с автостоянками и торговым центром на ул. Гарибальди в Москве;
концепция футбольного стадиона в Коломне, Московской области;
концепция стадиона для хоккея на траве в Крылатском, Москва;
концепция воссоздания Екатерининского дворца на Волхонке в Москве.
В 2003 году избран членом Государственной аттестационной комиссии МАрхИ.
2004 г. — руководитель дипломных проектов в МАРХИ.
В 2007 году избран действительным членом Международной академии архитектуры.
В 2007 году избран советником Российской академии архитектуры и строительных наук.
В 2011 году на основе нескольких архитектурных мастерских ГУП МНИИП «МОСПРОЕКТ-4» был организован Проектный институт «АРЕНА», специализирующийся на проектировании уникальных объектов спорта, культуры, образования, общественных и жилых комплексов.
С 2011 года по настоящее время является соучредителем и главным архитектором проектного института уникальных сооружений «АРЕНА».
2011 — наст. время
Футбольный стадион «ЦСКА» в Москве,
Крытый конькобежный центр в Крылатском
Ледовый дворец «Айсберг» в Сочи,
стадион «Фишт» в Сочи,
стадион для Чемпионата мира по футболу 2018 года в г. Самара,
стадион для Чемпионата мира по футболу 2018 года в г. Нижний Новгород,
стадион для Чемпионата мира по футболу 2018 года в г. Волгоград,
стадион в Екатеринбурге,
Многофункциональный ледовый комплекс «Хумо-Арена» в Ташкенте, Республика Узбекистан,
Теннисный Клуб и Ледовый дворец «Кристалл» в Олимпийском Комплексе «Лужники»,
Ледовый дворец в Новосибирске,
«Артек-арена» и Детский лагерь «Солнечный» в МДЦ «Артек» в Республике Крым,
стадион «Москвич» в Москве

## Личная жизнь
В 1984 году женился на Елене Валентиновне Ериной, выпускнице МАрхИ.
1987 — рождение дочери Ксении Дмитриевны Буш.
1990 — рождение дочери Полины Дмитриевны Буш

## Избранные постройки
- Музей частных коллекций ГМИИ им. Александра Пушкина (реконструкция) на ул. Волхонка
- Спорткомплекс в Берлине, ФРГ на Фритц-Леш-штрассе;
- Ледовый дворец в Санкт-Петербурге на проспекте Большевиков,
- Футбольный стадион «Локомотив» в Москве
- Футбольный стадион «ЦСКА» в Москве,
- Крытый конькобежный центр в Крылатском
- дворец спорта «Мегаспорт» на Ходынском поле в Москве,
- оперный театр «Геликон-опера» в Москве,
- Ледовый дворец «Айсберг» в Сочи,
- стадион «Фишт» в Сочи,
- стадион для Чемпионата мира по футболу 2018 года в г. Самара,
- стадион для Чемпионата мира по футболу 2018 года в г. Нижний Новгород,
- стадион для Чемпионата мира по футболу 2018 года в г. Волгоград,
- стадион на 32 000 зрителей в Екатеринбурге,
- Многофункциональный ледовый комплекс «Хумо-Арена» в Ташкенте Республика Узбекистан,
- Теннисный Клуб и Ледовый дворец «Кристалл» в Олимпийском Комплексе «Лужники»,
- Ледовый дворец на 10 000 мест в Новосибирске,
- «Артек-арена» и Детский лагерь «Солнечный» в МДЦ «Артек» в Республике Крым,
- стадион «Москвич» в Москве